# Diecezja Novaliches
Diecezja Novaliches, diecezja rzymskokatolicka na Filipinach. Powstała 7 grudnia 2002 z terenu archidiecezji Manili.

## Lista biskupów
- Teodoro Bacani (2002 - 2003)
- Antonio Tobias (2003 - 2019)
- Roberto Gaa (od 2019)